# Kome (Insel)
Kome ist eine tansanische Insel im Victoriasee.

## Geografie
Kome liegt im Süden des Victoriasees rund fünfzig Kilometer westnordwestlich von Mwanza. Der Hafen Kabaganga liegt etwa drei Kilometer nördlich von Nyakaliro, die engste Stelle zum Festland ist knapp über einen Kilometer breit. Kome ist nach Ukerewe, Rubondo, Ukara und Maisome die fünftgrößte Insel im Victoriasee und hat eine Fläche von 138 Quadratkilometer. Bei der Volkszählung 2002 hatte die Insel 38.062 Einwohner, neuere Schätzungen sprechen von 50.000 für das Jahr 2014 und 60.000 für 2020.
Der See liegt 1152 Meter über dem Meer, die höchste Erhebung der Insel liegt im Nordosten und ist 1260 Meter hoch.
Das Klima in Kome ist ein feuchtes, tropisches Savannenklima, Aw nach der effektiven Klimaklassifikation mit sehr hohem Niederschlag von über 2000 Millimeter im Jahr.

## Administrative Gliederung
Kome ist ein Teil des Distriktes Sengerema und ist in zwei Gemeinden (Wards) gegliedert. Auf der Insel liegen neun Dörfer.

## Wirtschaft und Infrastruktur
Die Haupteinnahmequellen der Bevölkerung sind Landwirtschaft und Fischerei. In meist kleinbäuerlichen Betrieben werden Maniok, Mais und Süßkartoffel für den Eigenbedarf und Baumwolle für den Verkauf angebaut. An Nutztieren werden Rinder, Ziegen und Geflügel, sowie einige Schweine gehalten.
Von der Bevölkerung leben 63 Prozent in Armut, 85 Prozent haben eine schlechte Ernährung (Stand 2012).
Im Jahr 2002 befanden sich auf der Insel ein Gesundheitszentrum und zehn Apotheken. Ferner gab es zehn Grundschulen und zwei weiterführende Schulen. Das Werner-Heisenberg-Gymnasium Riesa unterhält eine Schulpartnerschaft.

## Religion
Die katholische Pfarre Kome wurde im Jahr 1900 gegründet und gehört zur Diözese Geita.